# Club Pumas de la UNAH
El Club Pumas de la Universidad Nacional Autónoma de Honduras es un club hondureño de fútbol con sede en la ciudad de Tegucigalpa, capital de la república de Honduras. Actualmente participa en la Liga Mayor Francisco Morazán, la tercera división de Honduras.

## Historia

### Fundación y Primeros Años
El equipo fue fundado el 12 de diciembre de 1948 convirtiéndose en el equipo de la máxima casa de estudios del país, como lo es la Universidad Nacional Autónoma de Honduras. 

### Participación y Rendimiento en Liga Nacional
Durante la participación del equipo "Estudioso" en la Liga Nacional de Fútbol de Honduras, éste logró dos subcampeonatos. El primero fue en 1979 de la mano del experimentado entrenador: Alfonso "Foncho" Uclés. 
“Perdimos la final con dos resultados apretados, 1-0 en ambos casos, Club Deportivo Marathón no fue tan superior, pero al final ese equipazo que conformaron se llevaron el campeonato, nosotros estuvimos bien, pero no nos alcanzó para ser campeones”. Señaló a la revista AS, Alfonso "Foncho" Uclés.
Dos años después la Universidad vivió la amargura del descenso. El equipo no contó regularmente con la columna vertebral del equipo, tal fue el caso de los jugadores: Fernando Bulnes, Efraín Gutiérrez, Salomón Nazar y Juan Cruz Murillo quienes formaban parte fundamental de la selección de fútbol de Honduras. 

### Fusión con elC.D. Broncosy continuidad en Primera
Sin embargo el equipo continuó en la Liga Nacional al fusionarse con el Broncos de la ciudad de Choluteca.
El segundo subcampeonato logrado por el Club Universitario fue en el año de 1983 de la mano del técnico: José de la Paz Herrera, conocido como "Chelato Uclés".
En los últimos años el club había pasado una tremenda crisis financiera por falta de patrocinadores y afición. Por todo esto, sus directivos han probado diferentes formas de solucionar su situación económica.
La directiva ha llevado al club, a jugar su partidos de local fuera de su sede; Tegucigalpa. Entre las ciudades en las cuales la Universidad ha probado suerte se encuentran: Danlí, Siguatepeque, y últimamente a Choluteca, ciudad en la cual tuvo que modificar su nombre por el de Broncos UNAH, con el que finalmente descendió. Todo ello sin lograr los resultados deseados.

### Descenso A Segunda
El 4 de abril del 2007 a sólo tres fechas de terminar el campeonato regular del torneo clausura 2006-2007 del fútbol hondureño, el Broncos de la Universidad fue relegado a la segunda división después de perder contra el Club Deportivo Motagua por marcador de 1-4. 
Los goles de ese importante partido fueron marcados por los brasileños : Jocimar (2) y Pedrinho, y el hondureño Fernando Castillo por parte del Motagua, descontando por la Universidad: Gerber Cabrera.
Con este resultado, el equipo universitario cerró el ciclo más pobre que jamás haya realizado, desde su fundación en 1948.
Antes de este relego a la segunda división, la Universidad había descendido en tres otras oportunidades: 1981, 1985 y 1988.

### Participación Internacional
Aunque vale apuntar que el equipo además de ser subcampeón nacional en dos oprtunidades, en 1981, logró ser subcampeón de Concacaf, al perder la final con su "hermano", los Pumas de la UNAM, de México, equipo en cual se inspiró el club hondureño.

### Crisis, desaparición, posterior Refundacion y Descenso A Cuarta
El equipo felino desapareció como club propiedad de la Universidad Nacional Autónoma de Honduras UNAH, todo por insolvencia económica, y la Universidad Pedagógica Nacional tomó su lugar; actuando en la segunda división. sin embargo, el club volvió  para participar en la Liga Mayor de Fútbol de Honduras donde por malos resultados descendió a la Liga Intermedia, cuarta división.

### Ascenso y Regreso a Tercera
En febrero de 2025, luego de ganar la Liga Intermedia goleando al Club Honduras Rush 4-0, ascendió a la Liga Mayor de Fútbol de Honduras, específicamente a la Liga Mayor Francisco Morazán de Tegucigalpa con un plantel meramente formado por estudiantes de esta institución .

## Palmarés

### Títulos oficiales
| Competición nacional                      | Títulos           | Subcampeonatos    |
| ----------------------------------------- | ----------------- | ----------------- |
| Liga Nacional de Fútbol de Honduras (2/4) |                   | 1979-80, 1983-84. |
| Liga de Ascenso de Honduras (3/3)         | 1971, 1986, 1995. |                   |

| Competición internacional        | Títulos | Subcampeonatos |
| -------------------------------- | ------- | -------------- |
| Liga De Campeones CONCACAF (0/1) |         | 1980           |

## Jugadores

### Jugadores destacados
- Ademir Barbosa
- Fernando Bulnes
- Johnny Williams
- Mauricio Cruz
- Juan Cruz Murillo
- David Bueso
- Salomón Nazar
- Ángel Obando
- Jefferson Tarifa
- Harold Yépez
- Belarmino Rivera
- Héctor Castellón

- José Armando Corea

## Entrenadores destacados
- Luis Comitante (1965-1968)
- Alfonso Uclés (1979)
- Chelato Uclés (1980-1983)
- Héctor Vargas (1997-1999)
- Gilberto Yearwood (1999-2000)
- Flavio Ortega (2000)
- Héctor Vargas (2000-2002) (2004-2005)